# 黄明 (1957年)
黄明（1957年10月—），江苏兴化人（一说江苏建湖人），中华人民共和国政治人物。1975年8月参加工作，1976年12月加入中国共产党，江苏省委党校科学社会主义专业毕业，在职研究生学历。曾任中共中央政法委委员，中华人民共和国公安部党委副书记、副部长，中央防范和处理邪教问题领导小组办公室主任，中华人民共和国应急管理部党委书记、部长。消防救援总监衔。中共第十九届中央委员。现任中华人民共和国第十四届全国人民代表大会宪法和法律委员会副主任委员。

## 经历
1982年从江苏省公安学校内勤专业毕业后，黄明历任江苏省公安厅《江苏公安》编辑室科员、副科长、科长；政治部宣传处副处长、处长；政治部副主任兼宣传处处长；省公安厅厅长助理、党委委员兼省交管局局长、交巡警总队总队长；省公安厅副厅长、党委委员兼武警江苏省边防总队第一政委、第一书记。
2003－2008年，黄明任江苏省公安厅厅长兼武警江苏省总队第一政委、江苏省省长助理、省政府党组成员兼省公安厅厅长、党委书记兼武警江苏省总队第一政委、第一书记。
2008年11月，任公安部部长助理兼办公厅主任等职。2009年9月，任公安部副部长、党委委员，授副总警监警衔。
2016年4月，任公安部党委副书记、副部长，中央防范和处理邪教问题领导小组办公室主任，并明确为正部长级，循例接替傅政华任中共中央政法委委员。
2018年3月，任新成立的应急管理部党组书记、副部长。因部长王玉普健康状况欠佳，应急管理部的日常工作都由黄明主持。同年11月，授予消防救援总监衔。2020年3月，任应急管理部党委书记。
2021年4月29日，第十三届全国人大常委会第二十八次会议决定任命黄明为应急管理部部长。
2022年7月29日，不再担任应急管理部党委书记职务。
2022年8月24日，被增补为第十三届全国政协委员、全国政协社会和法制委员会副主任。
2022年9月2日，被免去应急管理部部长职务。
2023年3月，被通过为第十四届全国人民代表大会宪法和法律委员会副主任委员。